# Canal resinífero
En Botánica, los canales resiníferos son un tipo de tejido secretor que se hallan en las plantas superiores. Son canales que secretan resinas (sustancia formada por una mezcla de ácidos resínicos, aceites y alcoholes) cuya función es la de proteger o defender a las plantas del ataque de insectos fitófagos y hongos. 
Los canales resiníferos son muy abundantes en las coníferas. En los pinos se localizan en el xilema, en la zona de transición entre el leño temprano y el leño tardío. Su secreción se denomina «miera», de cuya destilación se obtiene el aguarrás o esencia de trementina (utilizado como disolvente de pinturas y para la síntesis de variados productos como lubricantes, medicamentos y aromatizantes) y la «colofonía» (utilizada en la fabricación de tintas y jabones). La explotación comercial del "pino resinífero" (Pinus pinaster) estuvo orientada a la extracción de resina para la fabricación de tales productos. En la actualidad esta práctica casi no se realiza ya que la síntesis de productos similares con idéntica función es más barata hacerla a partir del petróleo.